# Estadolatría

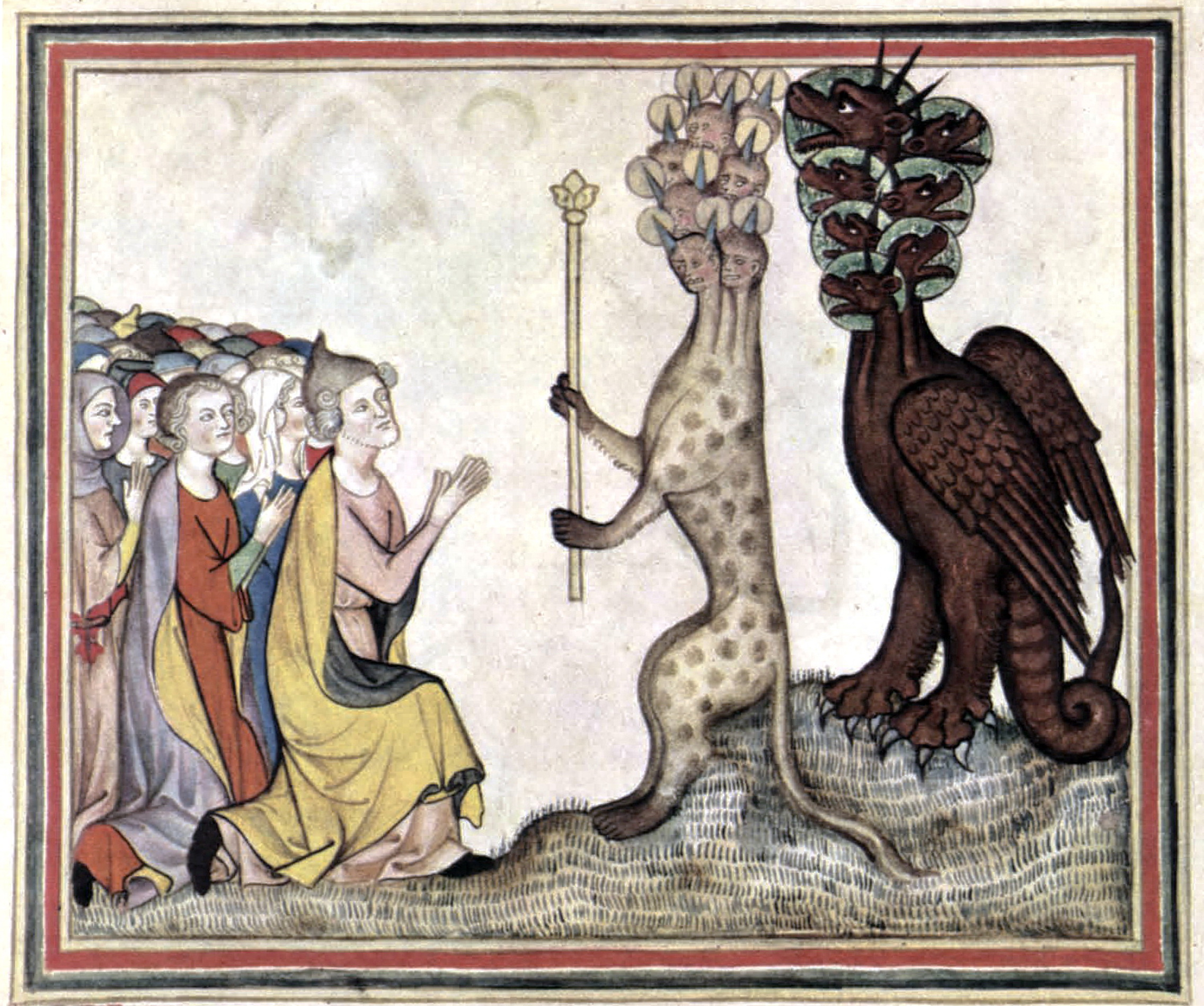
Ejemplo de estadolatría demostrada en "Apocalipsis de Closters - Adoración a la bestia del mar".

Estadolatría o estatolatría es el culto al Estado como ente divino. Se trata de una creencia, o un fenómeno sociológico y cultural, en el que cada individuo se considera incapaz de valerse por sí mismo, y delega en el llamado Dios Estado la solución a todos sus problemas.

## Gobierno omnipotente de Ludwig von Mises (1944)
El término también fue popularizado y explicado por el libertario Ludwig von Mises en su obra de 1944, Gobierno omnipotente. La estatolatria es literalmente la adoración del Estado análoga a la idolatría como adoración de ídolos. Afirma que la glorificación y el engrandecimiento del «Estado» o «Nación» es el objeto de toda aspiración humana legítima a expensas de todo lo demás, incluido el bienestar personal y el pensamiento independiente. La expansión del poder y la influencia de su propio Estado debe alcanzarse, si es necesario, a través de la guerra agresiva y de las aventuras coloniales (es decir, el imperialismo). Es muy superior al patriotismo de los que reconocen los derechos de las personas que no son ellos mismos a la autodeterminación, y podrían describirse mejor como superpatriotismo o chovinismo nacionalista.